# Theodor Dieckmann
Friedrich Wilhelm Theodor Dieckmann (* 18. Februar 1816 in Königsberg i. Pr.; † im 19. Jahrhundert) war ein deutscher Verwaltungsjurist und Politiker.

## Leben
Dieckmann studierte ab 1834 Rechtswissenschaften an der Universität Königsberg. Er leistete Militärdienst als Einjährig-Freiwilliger und war ab 1837 Oberlandesgerichtsauskultator sowie ab 1839 Referendar. Ab 1843 war er Oberlandesgerichtsassessor am Oberlandesgericht Königsberg. 1849 wurde er Landratsamtsverwalter im Kreis Gerdauen und 1850 aus dem Justizdienst entlassen. Zwischen 1849 und 1851 war er Landrat des Kreises Gerdauen und von 1851 bis 1854 Landrat im Kreis Memel.
Von 1855 bis 1858 war er für den Wahlkreis Memel-Heydekrug (Königsberg 1) Abgeordneter im Preußischen Abgeordnetenhaus. Er blieb fraktionslos und nahm an der Session der vereinigten beiden Häuser teil. Er war evangelisch.